# Jurij Rytcheu
Jurij Siergiejewicz Rytcheu (ros. Ю́рий Серге́евич Рытхэ́у, nazwisko w tłumaczeniu z czukockiego oznacza „nieznany”; ur. 8 marca 1930 w Uelen Czukotka, zm. 14 maja 2008 w Petersburgu) – radziecki, rosyjski i czukocki pisarz.

## Życiorys
Uchodzi za ojca literatury czukockiej. Twórczość poświęcona głównie zmianom w życiu Czukczów, związanym z odrzuceniem systemu patriarchalno-rodowego.
Po ukończeniu Uniwersytetu leningradzkiego rozpoczął pracę jako tłumacz z języka rosyjskiego na czukocki. Debiutował w roku 1953. W 1974 roku zaczął pracować w gazecie Czukotka Radziecka. Jest autorem ponad dwudziestu zbiorów prozy. W przekładzie na język polski ukazało się kilka zbiorów jego opowiadań i powieści m.in. Ajwanhu i Gdy wieloryby odchodzą.

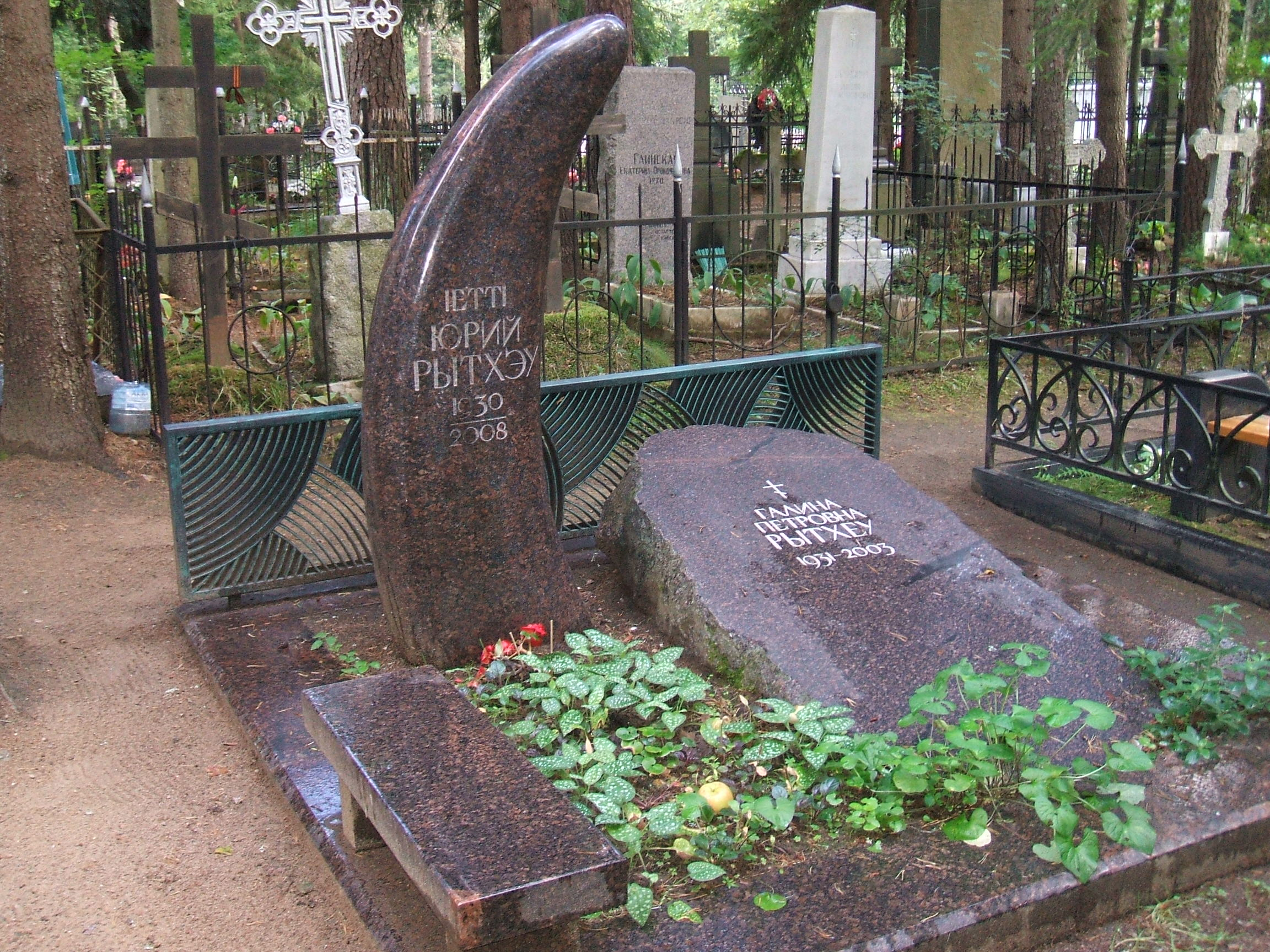
Grób Jurija Rytcheu na Cmentarzu Komarowskim w Petersburgu

Pochowany na Cmentarzu Komarowskim w Petersburgu.

## Wybrana twórczość
- Gdy śniegi topnieją (1958, wyd. polskie 1960)
- Ajwanhu (1963, wyd. polskie 1966)
- Sen we mgle (1969, wyd. polskie 1980)[4]
- Gdy wieloryby odchodzą (1971, wyd. polskie 1978)[5]
- Śnieżny wilkołak (wyd. polskie 1983)

Źródło: